# Lorein
Lorein – polski zespół muzyczny grający indie rocka.

## Historia
Początki istnienia zespołu sięgają roku 2009. Grupa powstała z inicjatywy Łukasza Lańczyka oraz Tomasza Dorobczyńskiego, do których potem dołączyli Sebastian Szczepański i Roland Langer. Początkowo zespół nosił nazwę Indie Bones, która uległa zmianie w 2010 roku. Muzycy pochodzą z Suchedniowa i Skarżyska-Kamiennej.
W roku 2010 zespół nagrał pierwsze demo, które zawierało cztery piosenki. Wtedy też zdobył kilka nagród, takich jak: pierwsze miejsce na FAZA Festiwal 2010 w Katowicach, dwie pierwsze nagrody w plebiscycie Świętokrzyskich Nagród Muzycznych „Muzyczne Scyzoryki 2010” (debiut roku oraz najlepszy wykonawca pop). Ponadto został finalistą kilku festiwali, m.in.: Browar Rock Festiwal 2010 w Żywcu, Maj Music Festival 2010 w Katowicach, KrakRock 2010 w Krakowie oraz VII Przeglądu Kapel Studenckich w Krakowie.
15 grudnia 2010 roku zespół podpisał kontrakt płytowy z wytwórnią S.P. Records. W 2011 roku Lorein wystąpił na jednym z największych festiwali studenckich w Europie Ursynalia – Warsaw Student Festival. Zespół uczestniczył w konkursie, ale ostatecznie o ich koncercie zdecydowało głosowanie internautów.
W 2013 roku zagrali na Cieszanów Rock Festiwal. W tym samym roku Lorein nagrodzono „Złotym Mikrofonem” Polskiego Radia Kielce, w kategorii „Debiut Roku”. W lipcu 2014 roku zespół wystąpił na głównej scenie Festiwalu w Jarocinie. Muzyczne dokonania zespołu podsumowała kolejna statuetka „Złotego Mikrofonu”, przyznana przez Polskie Radio Kielce, tym razem w głównej kategorii „Zespół Roku”.
W 2013 roku Lorein nagrodzono „Złotym mikrofonem” za najlepszy „Debiut”, a w 2014 ogłoszono „Zespołem Roku” Polskiego Radia Kielce. W „Rockowej 100-ce” najlepszych kawałków 2012 i 2013 roku Eski Rock znalazły się piosenki: „Krótkowzroczność”, Świat rzeczy” z debiutanckiej płyty Monokolor oraz „Pozytywny”, zapowiadający drugi krążek grupy pt. Drzewa i planety.
Jesienią 2014 roku zespół wziął udział w programie Must Be the Music. Tylko muzyka, gdzie przeszedł przez eliminacje i półfinały, a za sprawą Dzikiej Karty słuchaczy RMF FM został finalistą VIII edycji programu.
Lorein podczas swojej działalności grał wspólne koncerty m.in. z grupami: Please The Trees (Czechy), Myslovitz, Substytut, Muchy oraz wielokrotnie z happysad, z którymi zagrał wiosenną trasę koncertową w 2013 roku (13 koncertów).
W 2017 roku, po premierze trzeciej płyty pt. Złamania, swoje odejście z grupy zapowiedzieli Langer, Szczepański i Dobroczyński. Po rozpadzie oryginalnego składu, Lańczyk gościnnie występował z grupą Myslovitz jako wokalista zastępczy.
W 2022 roku zespół w odświeżonym składzie z gitarzystą i producentem Aleksandrem Kaczmarkiem zapowiedział premierę nowego albumu pt. Próba przeczekania wiatru na 24 marca 2023 roku. Promują ją single „Gwiezdny pył”, „Wszystko za życie”, „Tacy mali”, utwór tytułowy oraz "Bezmiłość".

## Muzycy

### Skład zespołu
- Łukasz Lańczyk – śpiew, gitary, instrumenty klawiszowe[12]
- Aleksander Kaczmarek – gitary, instrumenty klawiszowe, produkcja muzyczna[12]

### Byli członkowie zespołu
- Roland Langer – gitara elektryczna
- Sebastian Szczepański – gitara basowa
- Tomasz Dorobczyński – perkusja
- Maciej „Rekin” Buczyński – gitara basowa

### Muzycy koncertowi
- Marek Radzimiński – perkusja[13]
- Szymon Przybysz – gitara basowa[13]

### Byli muzycy koncertowi
- Michał Parzymięso – instrumenty klawiszowe, wokal wspierający[13][14]

## Dyskografia
22 października 2012 roku nakładem SP Records ukazała się płyta Monokolor, pierwszym singlem promującym debiutancką płytę zespołu była piosenka „Krótkowzroczność”, drugim „Świat rzeczy”. Gościnnie na płycie wystąpili Natalia Baranowska (śpiew) oraz Ireneusz Kobierski (akordeon). Utwór „Bose Cienie” został doceniony przez Marcina „Bisiora” Bisiorka, byłego dyrektora Eski Rock i obecnego szefa kanału muzycznego Telewizji Polsat Muzo.tv i radia Muzo.fm, gdyż umieścił go na swojej składance „Poduszkowiec 2.0”. W „Rockowej 100-ce” najlepszych kawałków 2012 i 2013 roku Eski Rock znalazły się piosenki: „Krótkowzroczność”, Świat rzeczy” oraz „Pozytywny”.
14 kwietnia 2014 roku ukazał się kolejny album Drzewa i planety (wytwórnia SP Records), premiera singla „Przyjaciel D” miała miejsce 4 kwietnia 2014 roku. Album ten różni się brzmieniowo od debiutanckiego „Monokoloru”, gdyż zawiera w sobie elementy elektroniczne.
3 lutego 2017 roku Lorein we współpracy z wytwórnią Mystic Production wydał album pt. Złamania. Fundusze na jej produkcję w wysokości około 28 tys. złotych zostały zebrane metodą crowdfundingu.
Czwarty album pt. Próba przeczekania wiatru ukazał się 24 marca 2023 roku.
| Tytuł                     | Data wydania i wytwórnia     | Wyróżnienia |
| ------------------------- | ---------------------------- | ----------- |
| Monokolor                 | 22.10.2012, SP Records       |             |
| Drzewa i planety          | 14.04.2014, SP Records       |             |
| Złamania                  | 3.02.2017, Mystic Production |             |
| Próba przeczekania wiatru | 24.03.2023, e-Muzyka         |             |

## Notowania
| Rok  | Tytuł    | Turbo Top | Album    |
| ---- | -------- | --------- | -------- |
| 2017 | Falconer | 1         | Złamania |